# 河北村一队遗址
河北村一队遗址，位于中国青海省都兰县夏日哈乡河北村，为青海省市县级文物保护单位，公布日期为1988年6月10日，类型为古遗址。
河北村一队遗址的历史年代为待定。